# آزمون هیرشبرگ

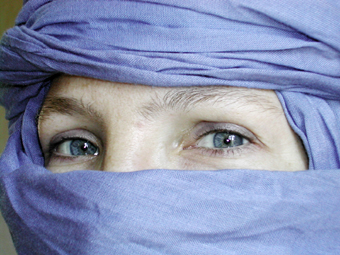
آزمون هیرشبرگ منفی: انعکاس‌های نور نقاط متجانسی را روی هر دو قرنیه تشکیل می‌دهند.

آزمون هیرشبرگ (انگلیسی: Hirschberg test) آزمونی در بینایی‌سنجی و چشم‌شناسی است که جهت غربالگری اتحراف چشم استفاده می‌شود. به عبارت دیگر از این آزمون می‌توان برای ارزیابی اینکه آیا فرد مبتلا به استرابیسم (انحراف چشم) هست یا خیر؛ استفاده کرد.
روش عکسبرداری این آزمون برای تعیین کمیت انحراف چشم استفاده می‌شود.
این تکنیک توسط چشم‌پزشک آلمانی یولیوس هیرشبرگ توسعه داده شد که در سال ۱۸۸۶ از شمع برای مشاهده رفلکس نور در چشم افراد مبتلا به استرابیسم (انحراف چشم) استفاده کرد.